# Trĩ (bệnh)
Bệnh trĩ, hay còn gọi là bệnh lòi dom theo dân gian, là bệnh xảy ra do dãn quá mức các đám rối tĩnh mạch trĩ (hay sự phình tĩnh mạch) ở mô xung quanh hậu môn. Trong trạng thái bình thường, các mô này giúp kiểm soát phân thải ra. Khi các mô này phồng lên do sưng hoặc viêm thì gọi là trĩ.
Có hai loại trĩ là trĩ nội và trĩ ngoại. Trĩ nội chịu lực nén bên trong nên có chiều hướng sung huyết, chảy máu và đôi khi bị sa. Trĩ ngoại có thể có huyết khối phát triển rất đau. Là bệnh rất phổ biến, đứng hàng đầu trong các bệnh lý vùng hậu môn đến nhập viện. Bệnh nhân mắc bệnh trĩ thường đi khám và điều trị rất muộn sau nhiều năm, vì bệnh tuy có ảnh hưởng tới cuộc sống nhưng không nặng nề nên bệnh nhân thường bỏ qua và vì bệnh ở vùng kín đáo nên bệnh nhân thường ngại ngùng nhất là phụ nữ. Chỉ đến khi chảy máu nhiều hoặc bị sa búi trĩ thì bệnh đã ở cấp độ nặng, không thể dùng thuốc mà phải chỉ định phẫu thuật.
Trong khi nguyên nhân chính xác của bệnh trĩ vẫn chưa được biết rõ, một số yếu tố làm tăng áp lực trong bụng được cho là có liên quan. Điều này có thể bao gồm táo bón, tiêu chảy và ngồi trong nhà vệ sinh trong một thời gian dài. Bệnh trĩ cũng phổ biến hơn khi mang thai. Chẩn đoán được thực hiện bằng cách nhìn vào khu vực trĩ. Nhiều người gọi không chính xác bất kỳ triệu chứng nào xảy ra xung quanh khu vực hậu môn là "bệnh trĩ" và các nguyên nhân nghiêm trọng của các triệu chứng nên được loại trừ. Nội soi đại tràng hoặc soi đại tràng sigma là cần thiết để xác nhận chẩn đoán và loại trừ các nguyên nhân nghiêm trọng hơn.
Thông thường, trĩ không cần điều trị cụ thể. Các biện pháp ban đầu bao gồm tăng lượng chất xơ, uống nước để duy trì hydrat hóa, NSAID để giảm đau và nghỉ ngơi. Kem thuốc có thể được áp dụng tại chỗ, nhưng hiệu quả của chúng được hỗ trợ kém bằng chứng. Một số thủ tục nhỏ có thể được thực hiện nếu các triệu chứng nghiêm trọng hoặc không cải thiện với việc chữa bệnh trước đó. Phẫu thuật chỉ được dùng cho những bệnh nhân đã không cải thiện theo các biện pháp này.

## Dấu hiệu của bệnh
Bệnh trĩ là bệnh do sự căng dãn quá mức tại các tĩnh mạch ở trực tràng – hậu môn gây viêm sưng hoặc xuất huyết. Bệnh trĩ thường xảy ra ở người bị táo bón kinh niên, công việc ít đi lại, ở phụ nữ mang thai. Người mắc bệnh trĩ mới đầu chỉ có cảm giác ngứa rát đôi chút, lâu dần sẽ đi ngoài ra máu và đau rát nhiều hơn. Bệnh trĩ ngoại thường sớm được phát hiện và điều trị nhanh hơn, do người bệnh có thể sờ thấy khi trĩ ở mức độ nhẹ. Ngoài ra, bệnh trĩ ngoại cũng bộc lộ ở một số dấu hiệu lâm sàng khác như: Nứt kẽ hậu môn, Trĩ sa ra ngoài, Các nếp gấp ở hậu môn sưng to. Với bệnh trĩ nội, thường người bệnh chỉ nhận biết được khi bệnh đã ở giai đoạn nặng, búi trĩ sa hẳn bên ngoài hậu môn hoặc bị tổn thương dẫn đến xuất huyết nặng, viêm sưng, nhiễm trùng búi trĩ hoặc đại tiện ra máu.

## Phân loại

Trĩ ngoại phát triển ở hậu môn.

Bệnh trĩ được chia làm hai loại: Trĩ nội và trĩ ngoại. Bệnh trĩ là sự phồng lớn của một hay nhiều tĩnh mạch thuộc hệ thống tĩnh mạch trĩ trên hoặc tĩnh mạch trĩ dưới hay cả hai gây nên trĩ nội, trĩ ngoại hay trĩ hỗn hợp. Bệnh có thể gặp ở mọi lứa tuổi, kể cả trẻ em. Thực ra, trĩ nội và trĩ ngoại chỉ khác nhau về vị trí phát sinh búi trĩ. Với việc phân biệt hai loại trĩ này sẽ giúp ích cho quá trình thăm khám và điều trị căn bệnh này.
Nếu các xoang tĩnh mạch trĩ trên (trực tràng trên) phồng to, trĩ được hình thành ở trên đường lược được gọi là trĩ nội.
Nếu các xoang tĩnh mạch trĩ dưới (trực tràng dưới) phồng to, trĩ được hình thành ở dưới đường lược được gọi là trĩ ngoại.
Trĩ hỗn hợp tức là trên cùng một bệnh nhân xuất hiện cả trĩ nội và trĩ ngoại. Thông thường, khi diễn tiến lâu ngày, phần trĩ nội và phần trĩ ngoại sẽ liên kết với nhau, tạo thành trĩ hỗn hợp. Búi trĩ nội, khi đã sa tới độ 3, thường hiện diện dưới hình thái trĩ hỗn hợp.

## Phân độ trĩ nội
| Cấp độ | Giản đồ | Hình ảnh        |
| ------ | ------- | --------------- |
| 1      |         | Endoscopic view |
| 2      |         |                 |
| 3      |         |                 |
| 4      |         |                 |

Bệnh trĩ ở cấp độ 1 & 2, người bệnh thường có các triệu chứng sau: Đau và chảy máu khi đại tiện, ngứa hậu môn, tiết dịch gây viêm da, ngứa và ướt viêm quanh hậu môn.
Bệnh trĩ ở cấp độ 3 & 4, búi trĩ bên trong (trĩ nội) bị sa quá mức gây nghẹt hay tắc mạch hay gây nứt, áp xe hậu môn, hoặc búi trĩ bên ngoài (trĩ ngoại) bị tổn thương nhiễm trùng gây lở loét, xuất huyết trầm trọng hay tạo thành những cục máu đông nằm trong búi trĩ, có nguy cơ gây biến chứng nguy hiểm và sinh ra các bệnh khác. Người bệnh có thể vừa mắc bệnh trĩ nội vừa mắc bệnh trĩ ngoại. Nếu không sớm điều trị, sẽ làm người bệnh ngày càng có cảm giác vướng víu, khó chịu, chảy máu và đau đớn nhiều hơn mỗi khi đại tiện.
Bệnh trĩ ở cấp độ nhẹ có thể tự chữa trị, nếu để chuyển sang giai đoạn nặng thì việc điều trị bệnh trĩ sẽ trở nên rất khó khăn, phải có sự can thiệp của phẫu thuật.

## Liệu pháp
Liệu pháp đầu tiên chữa trĩ nội là dùng chế độ dinh dưỡng có nhiều xơ, uống nhiều nước và thường xuyên tập thể dục, thể thao như bơi lội, đi bộ,...
Khi đại tiện tránh không được rặn, trĩ nặng và đã bị sa thường phải giải quyết bằng phẫu thuật. Trĩ ngoại có huyết khối phải dùng phẫu thuật.
Áp dụng đông y người bệnh trĩ có thể được thực hiện điều trị bằng vật lý trị liệu như bấm huyệt, điều trị bằng các bài thuốc nam (tỏi, trắc bạch diệp, rau diếp cá...).

### Dùng thuốc
Có rất nhiều thứ thuốc bôi ngoài để giảm các triệu chứng, các thuốc bôi ngoài thường dùng các chất bôi trơn, các chất làm mềm và làm dịu da, có thể kết hợp trong đó một thuốc tê để giảm đau. Khi không có nhiễm khuẩn, có thể kết hợp với corticosteroid, các chất kết hợp này chỉ có tác dụng ngắn hạn. Một số chất khác hay được kết hợp do tính chất làm dịu như: một số muối bismuth, kẽm oxid, resorcinol, bôm Peru, cao cây kim mai
Các bioflavonoid cũng được kết hợp trong các thuốc bôi ngoài, ở một số nước các chất này còn được dùng theo đường uống, và cùng với một số chất khác như calci dobesilat, tribenosid được dùng do tính chất bảo vệ thành tĩnh mạch.

### Dinh dưỡng
Những thực phẩm giúp điều trị trĩ và táo bón hiệu quả:
Ngư tinh thảo (rau diếp cá, rau dấp cá) có thành phần chính là Quercetin, một flavonoid có tác dụng bảo vệ thành mạch rất mạnh. Tinh dầu Diếp cá có chứa decanonyl acetaldehyde có tác dụng kháng sinh mạnh, tiêu diệt cả trực khuẩn mủ xanh, do đó chống viêm nhiễm rất hiệu quả. Cao diếp cá có tác dụng nhuận tràng, chống táo bón rất tốt.
Đương quy là một vị thuốc quý, có tác dụng bổ máu, điều kinh, chống thiếu máu, suy nhược cơ thể. Đương quy có tác dụng hoạt huyết giảm đau, giúp chữa viêm loét, mụn nhọt. Ngoài ra, Đương quy còn có tác dụng nhuận tràng thông đại tiện, chống táo bón.
Rutin là một flavonoid aglycon có nhiều trong hoa Hòe. Rutin có hoạt tính vitamin P, có tác dụng làm bền thành mạch, làm giảm tính "dòn" và tính thấm của mao mạch, làm tăng sự bền vững của hồng cầu, giảm trương lực cơ trơn, chống co thắt. Ngoài ra, rutin còn có tác dụng kích thích sự bài tiết của niêm mạc ruột và do vậy giúp nhuận tràng. Rutin được dùng để phòng ngừa những biến chứng của bệnh xơ vữa động mạch, điều trị suy tĩnh mạch, giãn tĩnh mạch, trĩ, các trường hợp xuất huyết như chảy máu cam, ho ra máu, tử cung xuất huyết, phân có máu....
Curcumin là một hoạt chất chính của củ nghệ (Curcuma domestica), có hoạt tính chống viêm do khả năng quét những gốc oxy có liên quan đến quá trình viêm. Curcumin còn có tác dụng ức chế khối u, thông mật, lợi tiêu hóa. Bổ sung Curcumin giúp chống viêm và làm mau lành các vết tổn thương của trĩ.
Magnesi có tác dụng nhuận tràng, giúp hạn chế chứng táo bón vốn là căn nguyên gây bệnh trĩ. Ngoài ra, Magnesi còn là một khoáng chất rất cần thiết cho cơ thể.